# Z-8 Bruno Heinemann
Z-8 Бруно Хайнеманн (нем. Z-8 «Bruno Heinemann») — немецкий эскадренный миноносец типа 1934A.
Назван в честь Бруно Хайнеманна, старшего офицера линкора «Кёниг». Корветтен-капитан Бруно Хайнеманн был убит восставшими матросами 5 ноября 1918 года во время Кильского восстания.
Заложен 14 января 1936 года на верфи фирмы «Дешимаг» в Бремене. Спущен на воду 15 сентября 1936 года и 8 января 1938 года вступил в строй. После вступления в строй был приписан к 6 дивизиону эскадренных миноносцев Кригсмарине. По состоянию на сентябрь 1939 года бортовой № 63.

## История службы
В апреле 1938 года совершил плавание в Норвегию с заходом в Ульсвик.
19 августа 1938 года участвовал во флотском смотре с участием рейхсканцлера Гитлера и регента Венгрии адмирала Хорти.
1 ноября 1938 года вошёл в состав 2-й флотилии эскадренных миноносцев кригсмарине.
С началом Второй мировой войны участвовал в Польской кампании.
С октября 1939 года по февраль 1940 года действовал в Северном море и Балтийских проливах, участвуя в минно-заградительных операциях у восточного побережья Великобритании.
12 — 13 декабря 1939 года, совместно с эскадренными миноносцами «Эрих Штайнбринк», «Рихард Битзен», «Фридрих Инн» и «Герман Кюнне», принимал участие в минных постановках у побережья Великобритании в районе Ньюкастла. В ночь на 13 декабря 1939 года получил повреждения в результате пожара в машинном отделении.
В первой половине апреля 1940 года участвовал в операции «Везеребюнг», входя в состав Тронхеймской группы.
19 — 20 и 29 — 30 апреля вместе с эсминцем «Рихард Битзен» производил минные постановки в Северном море.
С июня по октябрь 1940 года эскадренный миноносец «Бруно Хайнеманн» находился в ремонте.
С апреля по сентябрь 1941 года базировался и действовал в западной Франции. С сентября по ноябрь 1941 года проходил очередной ремонт.
С 14 по 20 января 1942 года, вместе с эсминцами «Пауль Якоби», «Рихард Битзен» и Z-29, входил в состав эскортной группы линкора «Тирпиц» при переходе из Германии в Тронхеймсфьорд.
25 января 1942 года при подготовке к прорыву германских линкоров из Бреста в Германию подорвался на двух британских авиационных магнитных минах в 8 милях севернее Дюнкерка и затонул в точке 51°16′ с. ш. 02°15′ в. д.. Погибло 93 члена экипажа.

## Командиры корабля
| Имя и звание                                    | Время службы                   |
| ----------------------------------------------- | ------------------------------ |
| корветтен-капитан/фрегаттен-капитан Фриц Бергер | 8 января 1938 — 3 декабря 1939 |
| корветтен-капитан Георг Лангхельд               | 4 декабря 1939 — 14 мая 1940   |
| корветтен-капитан Герман Альбертс               | 15 мая 1940 — 25 января 1942   |